# Siliva Siliva
Pas d'image ? Cliquez ici

a Compétitions nationales et continentales officielles uniquement.

b Matchs officiels uniquement.
Dernière mise à jour le 30 juillet 2020.
Siliva Siliva, né le 11 février 1991 à Melbourne (Australie), est un joueur de rugby à XV australien évoluant au poste de talonneur. Il évolue avec le club amateur d'Endeavour Hills en Dewar Shield depuis 2016.

## Carrière

### En club
Siliva Siliva commence sa carrière avec le club d'Endeavour Hills dans l'État de Victoria. Il représente aussi les équipes jeunes de l'État de Victoria.
En 2009, il rejoint l'académie de la franchise de la Western Force, basée à Perth. En 2011, il signe un contrat professionnel avec cette équipe, mais ne dispute aucune rencontre.
l'année suivante, il rejoint la franchise des Brumbies en Super Rugby, où il poursuit son apprentissage derrière l'expérimenté Stephen Moore,. Il manque cependant l'intégralité de la saison 2012 en raison d'une blessure au genou. Il joue son premier match avec les Brumbies le juin 2012 contre l'équipe du pays de Galles, alors en tournée en Australie. Il fait ses débuts en Super Rugby la saison suivante, le 16 février 2013 contre les Queensland Reds,. Lors des saisons 2013 et 2014, il joue quatorze matchs (dont trois titularisations) et se partage le rôle de doublure de Moore avec le vétéran Josh Mann-Rea,. 
En 2014, il fait partie de l'effectif des Canberra Vikings pour la première édition du National Rugby Championship, mais ne dispute aucune rencontre en raison d'une blessure,. 
En 2015, il connaît une nouvelle saison blanche avec les Brumbies après une grave blessure au genou. Il effectue son retour à la compétition avec les Greater Sydney Rams lors de la saison 2015 de NRC.
En 2016, il fait son retour dans l'État de Victoria, et signe un contrat de deux ans avec les Melbourne Rebels en Super Rugby, et les Melbourne Rising en NRC. En raison de nouvelles blessures, et de la concurrence de James Hanson, il ne joue que dix matchs de Super Rugby en deux saisons. Il est alors pas conservé, et quitte Melbourne après la saison 2017 de NRC.
Sans contrat professionnel, il retourne alors jouer au niveau amateur avec son club formateur d'Endeavour Hills en Dewar Shield (championnat de l'État de Victoria).

### En équipe nationale
Siliva Siliva joue avec la sélection scolaire australienne (en) en 2008,.
En 2010 et 2011, il joue avec l'équipe d'Australie des moins de 20 ans lors des championnats du monde junior 2010 et 2011,.

## Palmarès
- Finaliste du Super Rugby en 2013 avec les Brumbies.